# Глобално ментално здравље
Глобално ментално здравље једна је од међународних активности која се бави различитим аспектима менталног здравља. То је „подручје проучавања, истраживања и праксе које даје приоритет побољшању менталног здравља и постизању једнакости у менталном здрављу за све људе широм света“.
Последњих година све је већи број критика изречен глобалном покрету за ментално здравље, као неоколонијалном или „мисионарском“ пројекту и као примарном фронт за фармацеутске компаније које траже нове клијенте за продају психијатријских лекова.
У пракси, узимајући у обзир културолошке разлике и услове специфичне за сваку поједину земљу, на глобалном нивоу, стручњаци за ментално здравље све више се баве епидемиологијом менталних поремећаја у различитим земљама, могућностима њиховог лечења, образовањем о менталном здрављу, политичким и финансијским аспектима, структуром система заштите менталног здравља, људским ресурсима у менталном здрављу и питањима људских права, између осталог.
Општи циљеви у области глобалног менталног здравља су јачање менталног здравља у целом свету пружањем информација о стању менталног здравља у појединим земљама и идентификовању потреба за заштитом менталног здравља како би се развиле исплативе интервенције за задовољавање тих специфичних потреба.

## Глобално оптерећење болестима
Ментални, неуролошки и поремећаји употребе психоактивних супстанци значајно доприносе глобалном оптерећењу болестима (ГБД), које су постале глобална мера такозваних година живота прилагођених инвалидности додељених одређеној болести/поремећају, као збир година проведених са инвалидитетом и година живота изгубљених због одређене болести у укупној популацији.
Неуропсихијатријска стања на глобалном нивоу чине 14% глобалног оптерећења болестима. Међу незаразним болестима, оне чине 28% свих болести, што је више од кардиоваскуларних болести или рака. Међутим, процењује се да је стварни допринос менталних поремећаја глобалном оптерећењу болестима још већи, због сложених интеракција и истовременог обољевања од физичких и менталних болести.
У свету скоро милион људи годишње умре од самоубиства или самоповређивања што је трећи водећи узрок смрти међу младима. 
Најважнији узроци инвалидитета због здравствених стања широм света су:
- униполарна депресија,
- алкохолизам,
- шизофренија,
- биполарна депресија и
- деменција.

У земљама са ниским и средњим приходима, ови услови представљају укупно 19,1% свих инвалидитета повезаних са здравственим стањима.

## Ментално здравље по земљама

### Африка
Менталне болести и поремећаји менталног здравља су широко распрострањене, што изазива забринутост међу неразвијеним афричким земљама, мада се та питања у великој мери занемарују, јер се бризи о менталном здрављу у Африци посвећује статистички гледано мање пажње него у другим западњачким земљама.
Све већи број смртних случајева услед менталних болести показује императивну потребу за побољшањем политике заштите менталног здравља и напредак у лечењу Африканаца који пате од психолошких поремећаја.
Неразвијене афричке земље толико су видно узнемирене физичким болестима, заразним болестима, неухрањеношћу и загађеношћу да изостаје брига о менталном здрављу, која није приоритет, што има препознатљив утицај на афричку популацију.
Током 1988. и 1990. године у две афричке државе Светске здравствене организације спровеле је две оригиналне резолуције. АФР/РЦ39/Р1 и АФР/РЦ40/Р9 у покушају да побољша статус заштите менталног здравља у одређеним афричким регијама како би се сузбили њени растући ефекти на афрички народ. Међутим, откривено је да су те нове политике имале мали утицај на стање менталног здравља у Африци, што је на крају резултовало повећањем психолошких поремећаја уместо жељеног пада, па је ово изгледало као немогућ проблем за управљање.
У Африци су многи социо-културни и биолошки фактори довели до појачаних психолошких борби, истовремено прикривајући њихов непосредни ниво важности за афричко око. Све веће стопе незапослености, насиља, криминала, силовања и болести често су повезане са злоупотребом супстанци, што може узроковати повећање стопе менталних болести. Осим тога, физичке болести попут ХИВ/АИДС -а, епидемије еболе и маларије често имају дуготрајне психолошке ефекте на жртве које у афричким заједницама остају непрепознате због њихових урођених културних уверења.
Традиционална афричка веровања довела су до перцепције да је ментална болест узрокована натприродним силама, спречавајући корисне или рационалне реакције на ненормално понашање. На пример, ебола је добила медијску пажњу када је постала све популарнија у Африци и на крају се проширила на САД, међутим, истраживачи никада нису обраћали пажњу на њене психолошке ефекте на афрички мозак. Изузетна анксиозност, борбе са тугом, осећаји одбачености и некомпетентности, депресија која доводи до самоубиства, ПТСП и још много тога само су неки од запажених ефеката болести попут еболе. Ове епидемије долазе и пролазе, али њихови трајни ефекти на ментално здравље остају годинама које долазе, па чак и окончавају животе због недостатка акције.
Било је одређених напора да се финансијски подржи психијатријска подршка у земљама попут Либерије, због њене драматичне кризе менталног здравља након рата, али од тога није било много користи. Осим финансијских разлога, толико је тешко спровести интервенције у области менталног здравља и уопште управљати менталним здрављем у неразвијеним земљама једноставно зато што појединци који тамо живе не верују нужно у западну психијатрију. Такође је важно напоменути да социо-културни модел психологије и ненормалног понашања зависи од фактора који окружују културне разлике. Ово узрокује да абнормалности менталног здравља остану скривеније због природног понашања културе, у поређењу са западњачким понашањем и културним нормама.
Овај однос између менталних и физичких болести је трајни циклус који тек треба прекинути. Иако многе организације покушавају решити проблеме у вези с физичким здрављем у Африци, будући да су ти проблеми јасно видљиви и препознатљиви, мало је подузето како би се суочили с темељним менталним учинцима који су остављени жртвама.
Познато је да многи ментално оболели у Африци траже помоћ од духовних или верских вођа, међутим то је широко распрострањено јер многим афричким земљама недостаје стручњака за ментално здравље, у односу на остатак света. Само у Етиопији постоји „10 психијатара на 61 милион становника“, показале су студије. Иако су се бројке дефинитивно промениле од када је ово истраживање спроведено, недостатак психолошких стручњака широм Африке наставља се са тренутним просеком од 1,4 радника на менталном здрављу на 100.000 људи у поређењу са глобалном статистиком од 9 стручњака на 100.00 људи.
Осим тога, статистика показује да је „глобална годишња стопа посета амбулантним установама за ментално здравље 1.051 на 100.000 становника“, док је „у Африци  14 посте на 100.000“.
Око половине афричких земаља води неку врсту политике менталног здравља, међутим, те политике се веома занемарују, јер афричка влада троши „мање од 1% укупног здравствственог буџета на ментално здравље“. Конкретно, у Сиера Леонеу, око 98,8% људи који пате од менталних поремећаја остају без лечења, чак и након изградње знатно испад проека психијатријске болнице, што додатно показује потребу за интервенцијом.
Не само да је у Африци предузето мало практичних мера за сузбијање проблема менталног здравља, већ је и урађено мало истраживања на ту тему како би се проширила њена свест и спречиле смрти. The Lancet Global Health признаје да постоји више од 1.000 објављених чланака који покривају физичко здравље у Африци, али још увек има мање од 50 који расправљају о менталном здрављу. И ова горућа дилема давања приоритета физичком здрављу у односу на ментално здравље само се погоршава јер се број становника континента знатно повећава са истраживањима која показују да је „између 2000. и 2015. године становништво континента порасло за 49%, а ипак је број година изгубљен због инвалидитета као резултат менталних поремећаја и поремећаја употребе супстанци повећан за 52%”.
Број смртних случајева узрокованих менталном нестабилношћу заиста се такмичи са онима узрокованим физичким болестима: „У 2015. години 17,9 милиона година изгубљено је због инвалидитета због проблема са менталним здрављем. Такви поремећаји били су готово једнако важан узрок година изгубљених због инвалидитета као и заразне и паразитске болести, на које је 18,5 милиона година изгубљено због инвалидитета “.
Ментално здравље и брига о физичком здрављу, иако могу изгледати одвојене, веома су повезане, јер ова два фактора одређују живот или смрт за људе. Како се нови изазови појављују, а стари изазови још увек немају приоритет, афричке политике заштите менталног здравља захтевају значајно побољшање како би својим људима пружиле одговарајућу здравствену заштиту коју заслужују, и надамо се тиме спречили ширење овог проблема

### Аустралија
Истраживање аустралијског Завода за статистику 2008. године које је спроведено у односу на одрасле особе са тешком неурозом која се може лечити открива да је скоро половина популације имала ментални поремећај у неком тренутку свог живота, а једна од пет особа је имала трајни поремећај у претходних 12 месеци. Код неуротичних поремећаја, 14% популације доживело је анксиозност и поремећаје коморбидитета поред уобичајеног менталног поремећаја са осетљивошћу на злоупотребу супстанци и рецидива. Постојале су изразите полне разлике у склоности према менталном здрављу. Утврђено је да жене имају високу стопу поремећаја менталног здравља, а мушкарци већу склоност ризику од злоупотребе супстанци. Истраживање СМХВБ показало је да породице са ниским социоекономским статусом и високим дисфункционалним обрасцима имају већи пропорционални ризик од поремећаја менталног здравља. Истраживање из 2010. године које се односи на одрасле особе са психозом показало је да 5 особа на 1000 у популацији тражи професионалне службе за ментално здравље због психотичних поремећаја, а најчешћи психотични поремећај била је шизофренија.

### Бангладеш
Поремећај менталног здравља сматра се великом бригом за јавно здравље и чини око 13% глобалног терета болести, а тешке болести менталног здравља могу смањити животни век сваког појединца за око 20%. Земље са ниским и средњим приходима имају већи терет поремећаја менталног здравља јер се не сматра здравственим проблемом као друге хроничне болести. Будући да је земља са ниским приходима, у Бангладешу су питања менталног здравља високо стигматизирана.
Студија заснована на заједници у руралном подручју Бангладеша спроведена од 2000. до 2001. године проценила је да је терет менталног морбидитета био 16,5% међу сеоским становништвом и да је већина патила углавном од депресије и анксиозности, што је била половина и једна трећина укупних случајева редом, са преваленција менталних поремећаја која је била већа код жена у великим породицама старости преко 45 година.

#### Брига о менталном здрављу у Бангладешу
Студија спроведена 2008. године показала је да је само 16% пацијената дошло директно код лекара за ментално здравље са просечним кашњењем од 10,5 месеци од почетка менталне болести, што их је учинило рањивијим на много начина. Око 22% пацијената је отишло код верског или традиционалног исцелитеља, а 12% се обратило сеоском лекару са најмањим закашњењем од 2-2,5 недеље.

### Канада
Према статистикама које је објавио Центар за зависност и ментално здравље, једна од пет особа у Канади има проблем са менталним здрављем или зависношћу. Посебно су рањиви млади људи од 15 до 25 година. Утврђено је да велика депресија погађа 8%, а анксиозни поремећај 12% популације.
Жене имају 1,5 пута већу вероватноћу да пате од нерасположења и анксиозних поремећаја. СЗО истиче да постоје изразите полне разлике у обрасцима менталног здравља и болести. Недостатак моћи и контроле над њиховим друштвено -економским статусом, родно засновано насиље; низак друштвени положај и одговорност за бригу о другима чине жене рањивима на ризике по ментално здравље. Будући да више жена него мушкараца тражи помоћ у вези са проблемом менталног здравља, то је довело не само до родних стереотипа, већ и до јачања друштвене стигме. СЗО је открила да је овај стереотип натерао лекаре да чешће дијагностикују депресију код жена него код мушкараца, чак и када показују идентичне симптоме. Често је комуникација између здравствених радника и жена ауторитарна што доводи до потцењивања или прекомерног третмана ових жена.
Женска колеџ болница има програм под називом "Програм за ментално здравље жена" где лекари и медицинске сестре помажу у лечењу и образовању жена у вези са менталним здрављем заједнички, појединачно и на мрежи, одговарајући на питања јавности.
Још једна канадска организација која задовољава потребе менталног здравља је Центар за зависност и ментално здравље (ЦАМХ). ЦАМХ је једна од највећих и најпознатијих здравствених установа у Канади и добила је међународна признања од Панамеричке здравствене организације и Центра за сарадњу Светске здравствене организације. Они истражују подручја зависности и менталног здравља и код мушкараца и код жена. Како би помогао и мушкарцима и женама, ЦАМХ пружа „клиничку негу, истраживање, образовање, развој политике и промоцију здравља како би помогао у трансформацији живота људи погођених проблемима менталног здравља и зависности.“ ЦАМХ се разликује од болнице за женске факултете због надалеко познатог рехабилитационог центра за жене које имају мање проблеме зависности, до озбиљних. Ова организација пружа бригу о питањима менталног здравља проценама, интервенцијама, резиденцијалним програмима, третманима и подршком лекара и породице.

### Израел
У Израелу је у јулу 2015. ступила на снагу реформа осигурања менталног здравља, која је одговорност за пружање услуга менталног здравља пренела са Министарства здравља на четири национална здравствена плана. Брига о физичком и менталном здрављу била је уједињена под једним кровом; раније су функционисали одвојено у смислу финансија, локације и провајдера. У складу с реформом, здравствени планови развили су нове услуге или проширили постојеће за рјешавање проблема менталног здравља.

### Сједињене Америчке Државе
Према Светској здравственој организацији 2004. године, депресија је водећи узрок инвалидитета у Сједињеним Америчким Државама код особа старости од 15 до 44 године.
Процењује се да одсуствовање са посла у САД због депресије изазива трошкове који прелазе 31 милијарду долара годишње. Депресија се често јавља заједно са разним медицинским болестима као што су болести срца, рак и хронични бол и повезана је са лошијим здравственим стањем и прогнозом.
Сваке године отприлике 30.000 Американаца због депресије одузме себи живот, док стотине хиљада покуша самоубиство. Године 2004. самоубиство је било 11 водећи узрок смрти у Сједињеним Америчким Државама, а трећи међу појединцима у доби од 15 до 24 године. Упркос све већој доступности ефикасног лечења депресије, ниво незадовољених потребама за лечењем остаје висок. Поређења ради, студија спроведена у Аустралији од 2006. до 2007. године показала је да се једна трећина (34,9%) пацијената са дијагнозом поремећај менталног здравља јавило медицинским здравственим службама ради лечења.
Како САД имају недостатак радника у менталном здрављу, то доприноси неиспуњеној потреби за лечењем. Да би ређели овај проблем до 2025. САД ће требати додатних 15.400 психијатара и 57.490 психолога како би задовољили потражњу за лечењем.

## Раскорак у лечењу
Процењује се да ће једна од четири особе у свету у неком тренутку свог живота бити погођена менталним или неуролошким поремећајима. Иако су познате многе ефикасне интервенције за лечење менталних поремећаја, а свест о потреби лечења особа са менталним поремећајима је порасла, код оних којима је потребна заштита менталног здравља, а који је не примају, и све је већа. Процењује се да ће овај такозвани „јаз у третману“ достићи између 76–85% за земље са ниским и средњим приходом, и 35–50% за земље са високим приходима.
Упркос признатој потреби, током протеклих година углавном није било значајних промена у пружању здравствене заштите менталног здравља.
Главни разлози за овај проблем су:
- приоритети јавног здравља,
- недостатак политике и закона о менталном здрављу у многим земљама,
- недостатак ресурса - финансијских, људских ресурса
- неефикасна расподела ресурса.[35]

Светска здравствена организација је 2011. године проциенила недостатак 1,18 милиона стручњака за ментално здравље, укључујући 55.000 психијатара, 628.000 медицинских сестара у установама за ментално здравље и 493.000 пружалаца психосоцијалне неге потребних за лечење менталних поремећаја у 144 земље са ниским и средњим приходима. Годишња маса зарада за уклањање овог недостатка радне снаге у здравству процењена је на око 4,4 милијарде УСД.

## Исплативост улагања у заштиту менталног здравља
Доступни су подаци и докази о исплативости пружања боље заштите менталног здравља. Иако је већина истраживања (80%) спроведено у земљама са високим приходима, постоје и снажни докази из земаља са ниским и средњим приходима да су фармаколошке и психосоцијалне интервенције ефикасан начин за лечење менталних поремећаја, с најјачим доказима за растућу депресију, шизофренију, биполарни поремећај и опасна злоупотребу алкохола.
Препоруке за јачање система менталног здравља широм света први пут су поменуте у Светском здравственом извештају СЗО за 2001. годину, који се фокусирао на ментално здравље, и наводи следеће препоруке:
- Омогућите лечење у примарној здравственој заштити
- Учините психотропне лекове доступним
- Пазити на заједницу
- Образовати јавност
- Укључите у све активности заједнице, породице и потрошаче
- Успоставити националне политике, програме и законодавство
- Развијајте људске ресурсе
- Повезати се са другим секторима
- Пратите ментално здравље заједнице
- Подржите већи броој истраживања

На основу података 12 земаља, процењених према СЗО-овом Инструменту за процену система менталног здравља (ВХО-АИМС), трошкови повећања услуга у области менталног здравља обезбеђивањем основног пакета за лечење шизофреније, биполарног афективног поремећаја, депресивних епизода и опасне употреба алкохола. Узете су у обзир структурне промене у системима менталног здравља према препорукама СЗО.
За већину земаља овај модел предлаже почетни период улагања од 0,30 до 0,50 УСД по особи годишње. Укупни издаци за ментално здравље морали би се повећати најмање десет пута у земљама са ниским приходима. У тим ће земљама бити потребна додатна финансијска средства, док ће у земљама са средњим и високим приходима главни изазов бити прерасподела средстава унутар здравственог система ради пружања бољих услуга менталног здравља.

## Превенција
Превенција менталног здравља први пут се примењује у стратегијама за ментално здравље, укључујући:
- извештај СЗО из 2004. под називом: „Превенција менталних поремећаја”,
- „Пакт за ментално здравље” ЕУ из 2008.
- Националну стратегији за превенцију менталног здравља у САД из 2011. године, по којој Национални институт за ментално здравље има преко 400 грантова.[38]

## Актери

### Светска здравствена организација (СЗО)
Два основна програма СЗО за ментално здравље су ВХО МИНД (Побољшања менталног здравља за развој нација) и Акцијски програм за ментално здравље (МхГАП).
ВХО МИНД се фокусира на 5 области деловања како би се осигурале конкретне промене у свакодневном животу људи. су:
- Активности и подршка земљама у побољшању менталног здравља, попут мреже СЗО за ментално здравље Пацифичког острва (ПИМХнет)
- Политика менталног здравља, планирање и развој услуга
- Људска права и законодавство о менталном здрављу
- Ментално здравље као кључни део развоја човечанства

Пројекат КуалитиРигхтс који ради на уједињењу и оснаживању људи да побољшају квалитет неге и промовишу људска права у установама за ментално здравље и домовима социјалне заштите.
Акциони програм за смањење менталног здравља (мхГАП) је акциони план СЗО за повећање услуга за менталне, неуролошке и поремећаје употребе супстанци за земље, посебно са ниским и нижим средњим приходима. Циљ мхГАП -а је изградња партнерства за колективно деловање и јачање посвећености влада, међународних организација и других актера.
Водич за интервенције мхГАП (мхГАП-ИГ) покренут је у октобру 2010. године. То је техничко средство за управљање менталним, неуролошким и поремећајима употребе дрога у неспецијалистичким здравственим установама. Укључени приоритетни услови су: депресија, психоза, биполарни поремећаји, епилепсија, развојни поремећаји и поремећаји понашања код деце и адолесцената, деменција, поремећаји употребе алкохола, поремећаји употребе дрога, самоповређивање/самоубиство и друге значајне емоционалне или медицински необјашњиве притужбе.

## Супротстављени ставови
Један од најистакнутијих критичара Покрета за глобално ментално здравље била је China Mills, ауторка књиге: Decolonizing Global Mental Health: The Psychiatrization of the Majority World. У овој књизи China Mills  приказује пузање психологије и психијатрије преко граница свакодневног искуства и преко географских граница, као облик колонијализма који долази изнутра и извана, прогутан у облику пилуле. Мапира анксиозни простор у којем се друштвено-економске кризе преобликују у индивидуалну кризу, као „менталну болест“; и како се потенцијално насилне интервенције сматрају „основним“ третманом.
Други истакнути критичар је Ethan Watters, аутор књиге Crazy Like Us: The Globalization of the American Psyche.
Конструктивнији приступ нуди  Vincenzo Di Nicola чији чланак о глобалном југу као насталој епистемологији ствара мост између критика глобализације и почетних празнина и ограничења глобалног покрета за ментално здравље.
У новијим критикама наводи се једноставан резиме који описује кључне карактеристике глобалног пејзажа менталног здравља и указује на разноликости која постоји на терену. Овај преглед указује на то да ово подручје није ограничено само на границе локално-глобалне дебате, која га је историјски дефинисала.